# عثمانية جديدة

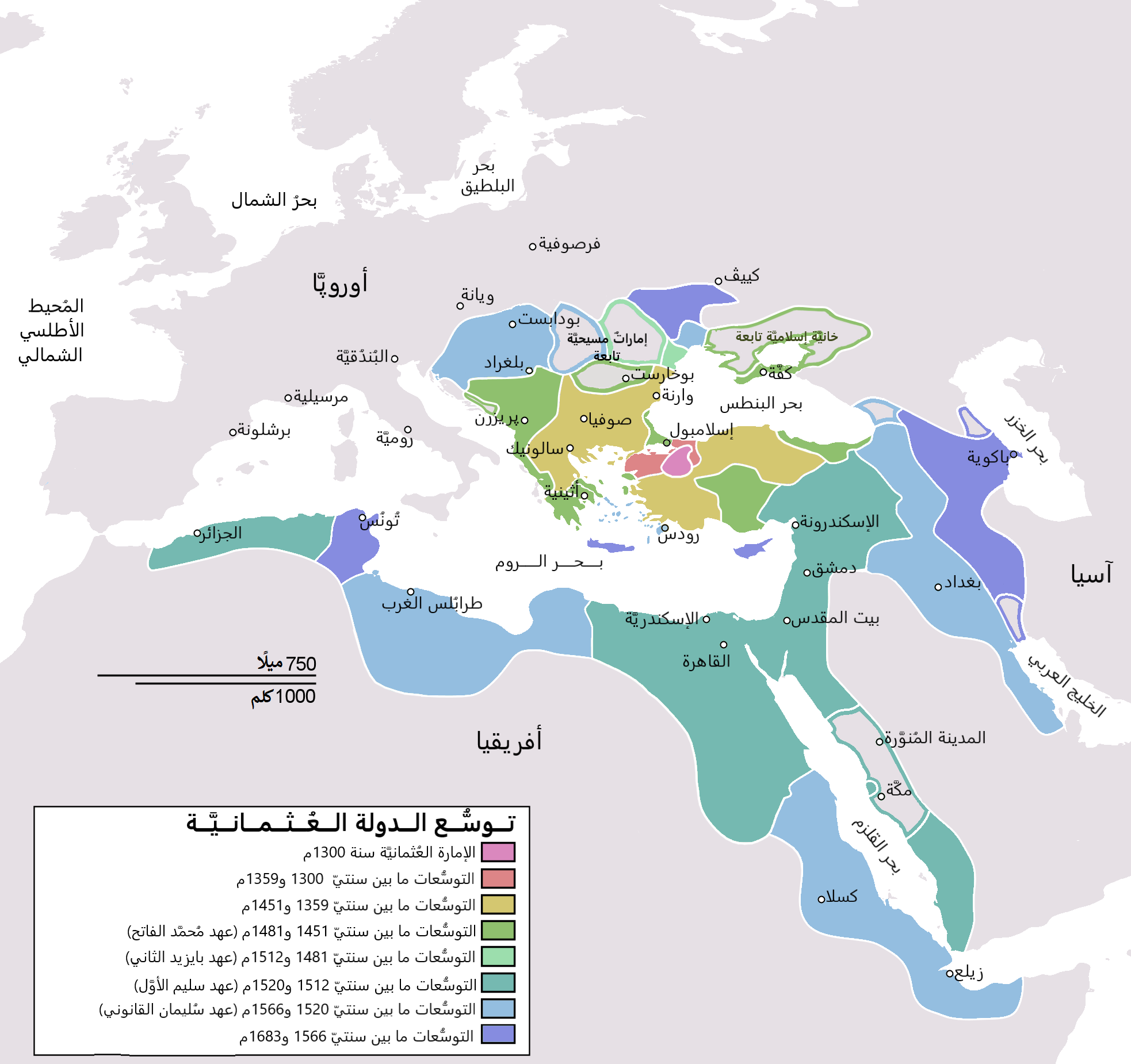
خريطة توضح أقصى حد لإمبراطورية العثمانية عام 1683

العثمانية الجديدة (بالتركية: Yeni Osmanlıcılık) هي أيدولوجيا سياسية تركية تروج في معناها الواسع للارتباط الأكبر بالمناطق التي كانت مسبقاً تحت الحكم العثمانيين.
ابتكر المصطلح من قبل اليونانيين في 1974 بعد الغزو التركي لقبرص.
يستخدم المصطلح لوصف العلاقات السياسية الخارجية لتركيا بقيادة حزب العدالة والتنمية. تعتبر العثمانية الجديدة تحولاً كبيراً مقارنة بالسياسة التركية التقليدية المتمثلة بالأيدولوجيا الكمالية. يمكن وصف السياسة الخارجية في حكومة تورغوت أوزال على أنها أولى خطوات العثمانية الجديدة.
كانت الإمبراطورية العثمانية تمثل قوة عظيمة في ذروتها، وكانت تتحكم بالبلقان بالإضافة للغالبية العظمى مما يمثل منطقة الشرق الأوسط اليوم وأفريقيا الشمالية. تهدف العثمانية الجديدة لزيادة الانخراط التركي في تلك المناطق كجزء من التأثير الإقليمي التركي المتزايد. تستخدم تركيا قواها البسيطة لتحقيق تلك الأهداف. ساهمت العثمانية الجديدة في تحسن علاقة تركيا مع الدول المجاورة، لاسيما العراق وإيران وسوريا، إلا أن علاقة تركيا بحليفها التقليدي إسرائيل توترت مؤخراً بسبب الاعتداء على أسطول الحرية الذي كان متجهاً لغزة. يعارض وزير الخارجية أحمد داود أوغلو استخدام هذا التعبير لوصف السياسة الخارجية لتركيا بقيادة حزب العدالة والتنمية. السياسة الخارجية الجديدة جعلت الإعلام الغربي يتساءل عما إذا كانت تركيا أصبحت تتباعد عن المحور العابر للأطلسي مقابل زيادة الانخراط وتوطيد العلاقات مع دول الشرق الأوسط المجاورة أو القريبة منها، إلا أن الرئيس عبد الله غل نفى تلك المزاعم.
تطبق تركيا الأيدولوجيا العثمانية الجديدة في كل من ألبانيا وكوسوفو والبوسنة والهرسك وبعض الدول الأخرى التي كانت تمثل جزء من الإمبراطورية العثمانية.